# Ауліккі Оксанен
Вуо́кко Аулі́ккі О́ксанен-Ха́лонен (фін. Vuokko Aulikki Oksanen-Halonen; нар. 19 липня 1944, Карвія, Фінляндія) — фінська письменниця, поетеса і мисткиня.

## З життєпису
Народилась у селі Сарвела в Карвії в родині вчителя Вяйньо Оксанена та Хілкки Оксанен. У родині було шестеро дітей. Раннє дитинство провела в Пилкенмякі в центральній Фінляндії, а до школи ходила в Кокемякі.
Закінчила педагогічний коледж у Гельсінках 1965 року й працювала вчителем у місті протягом року (1965—1966).
Оксанен одружена з Альпо Халоненом, у них двоє дітей.

## З доробку
Ауліккі Оксанен — багатогранна авторка, чий великий доробок включає романи, збірки оповідань, п'єси, вірші, дитячі книжки та комікси. Телевізійна п'єса Оксанен «Аліїса» (Aliisa, 1970) отримала премію скандинавських драматургів.
Проблеми сім'ї, взаємин батьків і дітей, проблеми молодого покоління, безробіття, соціальна нерівність — теми творів авторки.
Письменниця відома не лише своїми лівими, соціально відповідальними текстами, а й чутливістю й поетичністю.
У своїй автобіографії Piispa Henrikin Sormi (2004) Оксанен описує за допомогою текстів, фотографій і малюнків, на зразок участі у студентському театрі й політичному співочому русі замолоду, дорослішання письменника, материнство і те, яка вона бабуся, соціальні виклики та кохання.
Оксанен з дитинства ілюструє свої тексти. Так поетичні збірки Sinua, sinua rakastan: Kauneimmat rakkausrunot (2000), Puškinin hevonen (2007), Kolmas sisar (2011) і Helise taivas! (2014) проілюстровані авторкою. Навесні 2018 року вийшла друком Outoje kieli, sarjakuvia vuosilta 1966—2004, де мисткиню охарактеризували як оригінального піонера сучасних коміксів.
Тексти пісень Ауліккі Оксанен часто використовують фінські композитори і виконавці, деякі з них набули великої популярності, ставши класикою різних поколінь. У 2015 році Оксанен видала диск записів поезії та пісень Voi kuinka myrsky rauhoittaa: авторка сама декламує свої вірші, а Вуокко Ховатта і Заркус Пуссес виконують пісні на слова авторки.

## Нагороди та гранти
Ауліккі Оксанен багато разів отримувала нагороди, премії та гранти:
- Премія Й. Х. Ерко 1966
- Скандинавська премія з драматургії 1974
- Державна премія з літератури 1974 і 1980
- Премія Рунеберга (Порвоо) 1991
- Фонд Альфреда Корделіна, 4 000 євро, 2004
- Митецька пенсія 2005 і
- Літературна фундація WSOY, Art Aid Fund, 5 000 євро 2006
- Медаль Pro Finlandia 2020[7]